# Fabronia gymnostoma
Fabronia gymnostoma là một loài Rêu trong họ Fabroniaceae. Loài này được Sull. & Lesq. mô tả khoa học đầu tiên năm 1856.